# Рис африканський
Рис африканський (Oryza glaberrima Steud.) — рослина роду рис, один з культурних видів рису (інший — рис посівний — Oryza sativa).
Батьківщиною африканського рису є Центральна Африка. Вважається, що вид було виведено з його дикого предка Oryza barthii (раніше відомого як Oryza brevilugata) народами, що живуть в заплавах у вигині річки Нігер приблизно 2-3 тис. років тому. Два підвиди азійського рису, японський та індійський, були одомашнені незалежно, обидва ймовірно в Китаї або Індокитаї.
Африканський рис широко культивувався по всій території Африки приблизно до середини 20-го століття. Проте, зараз практично всюди вид був замінений азійським рисом, завезеним на континент португальцями в середині 16-го сторіччя. Таким чином, значення африканського рису значно впало. Деякі західно-африканські фермери, зокрема представники народу Джолла, мешканці південного Сенегалу, надалі вирощують африканський рис для використання в ритуальних цілях.
Зовнішні відмінності між африканським і азійським рисом незначні, хоча загалом африканський рис має невеликі, грушоподібні зерна у червоній оболонці. Зерна цього виду більш крихкі, гірше піддаються поліровці, ніж зерна азійського виду, та загалом рослина дає менші врожаї. Проте, вид значно стійкіший до хвороб та шкідників. Крім того, вид є джерелом нових генів, що збільшують генетичне різноманіття культурного рису, важливого для виведення нових сортів і для боротьби із хворобами та шкідниками.
На початку 21 століття був створений «новий рис для Африки», гібрид двох видів рису із багатообіцяючими властивостями.